# Bunny Wailer
Neville O'Riley Livingston OM OJ (10. dubna 1947 Kingston – 2. března 2021 tamtéž), známý jako Bunny Wailer, byl jamajský hudebník, skladatel, zpěvák a bubeník žánrů reggae a dancehall, nevlastní bratr Boba Marleyho. Spolu s ním a Peterem Toshem byl jedním ze tří původních členů reggae skupiny The Wailer. Trojnásobný držitel ceny Grammy je považován za jednoho z dlouholetých nositelů standardů reggae hudby. Byl také znám jako Jah B, Bunny O'Riley, a Bunny Livingston.

## Život

### Mládí
Narodil se jako Neville O' Riley Livingston 10. dubna 1947 v Kingstonu, hlavním městě Jamajky. První roky strávil ve vesnici Nine Mile ve farnosti Saint Ann. Zde se poprvé setkal s Bobem Marleym a chlapci se rychle spřátelili. Oba pocházeli z neúplných rodin; Livingstona vychoval jeho otec, Marleyho matka. Později Wailerův otec Thaddeus „Thaddy Shut“ Livingston žil s Marleyho matkou Cedellou Bookerovou v kingstonské čtvrti Trenchtown a měli spolu dceru Pearl Livingston. Peter Tosh měl pak syna Andrewa Toshe s Wailerovou sestrou Shirley, čímž se Andrew stal jeho synovcem.

### Hudební začátky
Wailer původně šel na konkurz do Leslie Kong v Beverley's Records v roce 1962, přibližně ve stejné době, kdy zde jeho nevlastní bratr Bob Marley dokončoval svůj singl „Judge Not“. Wailer zde měl zazpívat svou první skladbu „Pass It On“, více laděnou do ska, ale frekvenci kvůli škole zmeškal. O několik měsíců později, v roce 1963, s Marleym a jejich přítelem Peterem Toshem založili skupinu „The Wailing Wailers“. krátce zde působili také Junior Braithwaite a Beverley Kelso. Název skupiny byl odvozen od příjmení jejich společného otce, respektive otčíma. Marley hrál na kytaru a zpíval, Tosh byl rovněž kytaristou, Wailer pak bubeník.
Zprvu inklinoval zpívat méně než Marley a Tosh, ale když Marley v roce 1966 opustil Jamajku a krátce žil v Delaware v USA, byl ve skupině nahrazen Constantinem „Vision“ Walkerem, zapojil se do zpěvu v kapele více. V té době začal nahrávat a zpívat vokály na některé z jeho vlastních skladeb, například „Who Feels It Knows It“, „I Stand Prevominant“ a „Sunday Morning“. Jeho styl hudby byl ovlivněn gospelovou hudbou a soulovým zpěvákem Curtisem Mayfieldem. V roce 1967 poprvé ve Studiu One natočil „This Train“, založený na gospelovém standardu.
V červnu 1967 byl Wailer zatčen na základě obvinění z držení konopí a byl odsouzen k čtrnáctiměsíčnímu trestu vězení. Mezitím Marley a Tosh podepsali smlouvu o exkluzivním nahrávání s JAD Records a dohodu o exkluzivním vydávání s hudební vydavatelskou společností Cayman Music. Po propuštění se Wailer do skupiny vrátil, pokračoval rovněž ve vydávání sólových nahrávek, mj. ve spolupráci s Lee „Scratch“ Perrym.

### Rozpad Wailers
S Wailers absolvoval turné po Anglii a Spojených státech, ale brzy se pak zdráhal opustit Jamajku. Poté, co skupina dosáhla mezinárodního úspěchu, spolu s Toshem nabyli pocitu, že jsou ve skupině stále více marginalizováni a pozornost se stále více soustředila na Marleyho. Wailer následně opustil Wailers v roce 1973  a přijal jméno „Bunny“  ve snaze o sólovou kariéru poté, co odmítl, když Chris Blackwell chtěl, aby Wailers měli turné po klubech tzv. freak scene ve Spojených státech s tím, že to bylo proti jeho rastafariánským zásadám.  Tosh Wailers opustil roku 1974.
Než opustil Wailers, Wailer se více soustředil na svou duchovní víru. Identifikoval se s rastafariánským hnutím, stejně jako ostatní Wailers. Napsal také velkou část svého vlastního materiálu a znovu zaznamenal řadu střihů z katalogu Wailers. Wailer nahrával primárně ve stylu kořenů, v souladu se svými často politickými a duchovními poselstvími; jeho album Blackheart Man bylo dobře přijato.

## Sólová kariéra

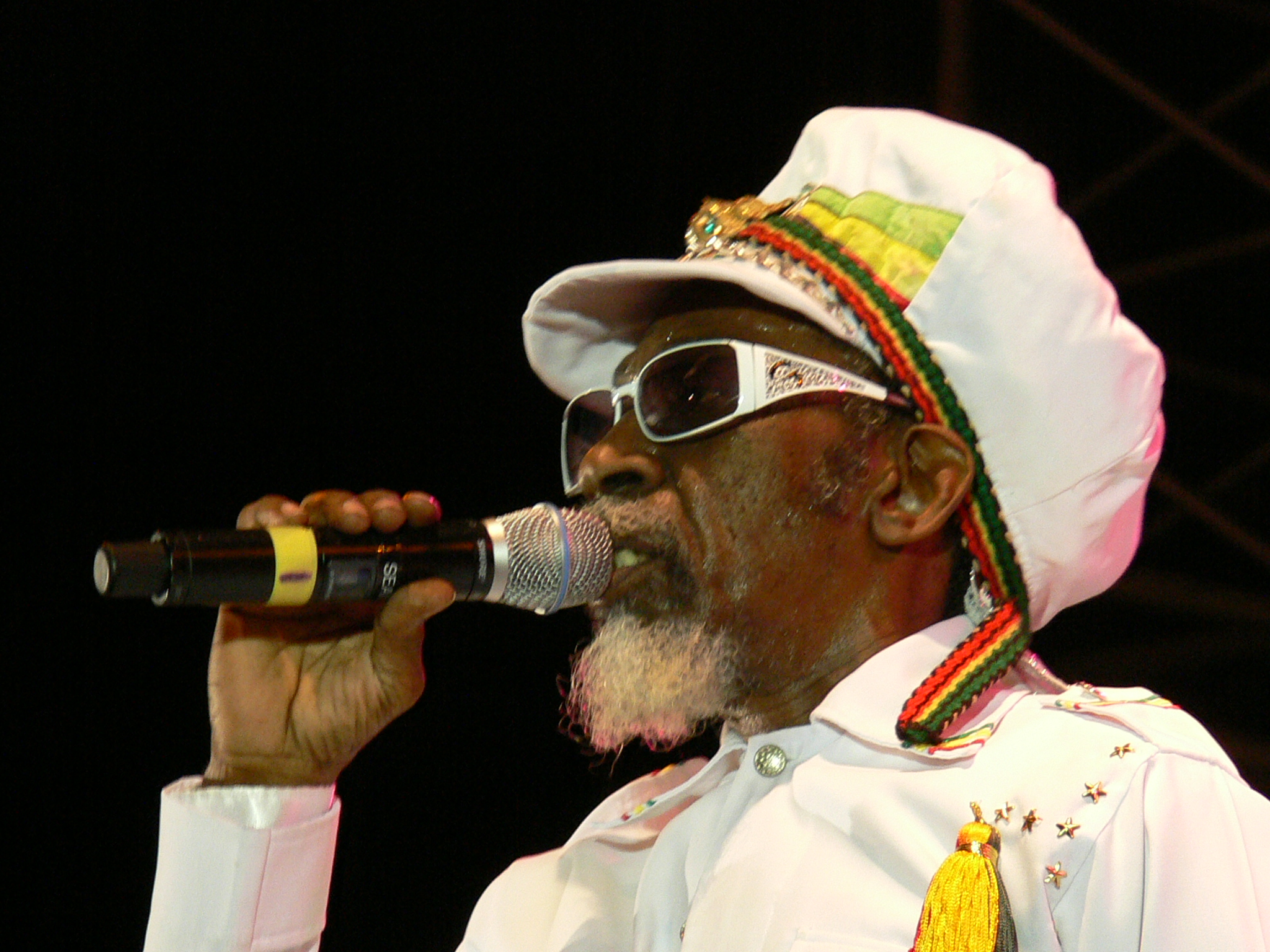
Bunny Wailer na festivalu Smile Jamaica, 2008

Poté, co opustil Wailers, experimentoval Wailer s diskotékou na svém albu Hook Line & Sinker  zatímco Sings the Wailers přepracovává mnoho skladeb The Wailers s podporou jamajských hudebníků Sly a Robbieho . Měl také úspěšné nahrávání v typicky apolitickém, popovějším a tanečnějším stylu.
Wailerova hudba v sobě nesla taneční i rockové vlivy, nejlépe ilustrované albem Bunny Wailer Sings the Wailers, ve kterém reinterpretuje část materiálu Wailers jako zpěvák sólových kořenů s kořeny založenými na reggae Sly a Robbie. Album produkované Bunny Wailerem bylo nahráno v Harry J Studio . Některé z těchto skladeb jsou přepracované klasické skladby Wailers, například „Dreamland“, obal alba El Tempos „My Dream Island“ s mírně přepracovanými texty, které se staly podpisovou skladbou Bunnyho. To zaznamenal v roce 1966 Clement Coxsone Dodd a v roce 1972 Lee „Scratch“ Perry; bylo vydáno jako 7" v roce 1971 s verzí U-Roy na straně B. Další klasikou jsou „Dancing Shoes“, která byla poprvé zaznamenána v polovině 60. let jako hnací ska / soul klasika s Bunny Wailerem v hlavních vokálech.

### Ocenění
Wailer získal cenu Grammy za nejlepší reggae album v roce 1991 za album Time Will Tell: A Tribute to Bob Marley, 1995 za film Crucial! Roots Classics a 1997 pro Síň slávy: Pocta 50. výročí Boba Marleyho . Byl také uveden na albu True Love od Toots and the Maytals, které v roce 2004 získalo cenu Grammy za nejlepší album reggae, a představilo mnoho pozoruhodných hudebníků včetně Willieho Nelsona, Erica Claptona, Jeffa Becka, Trey Anastasii, Gwen Stefani, No Doubt Ben Harper, Bonnie Raitt, Manu Chao, The Roots, Ryan Adams, Keith Richards, Tootse Hibberta, Paula Douglase, Jackie Jackson, Kena Boothe či The Skatalites .
V srpnu 2012 bylo oznámeno, že Bunny Wailer obdrží páté nejvyšší vyznamenání Jamajky, řád Jamajky . V roce 2016 odehrál měsíční turné „Blackheart Man“ k oslavě 40. výročí jeho alba z roku 1976. V říjnu 2017 mu byla jamajskou vládou udělena Řád za zásluhy, čtvrté nejvyšší vyznamenání v zemi. V listopadu 2019 získal Wailer v New Yorku cenu Pinnacle Award od koalice za zachování Reggae.

## Nemoc a úmrtí
V říjnu 2018 utrpěl Wailer menší mrtvici, což mělo za následek problémy s řečí. Poté, co v červenci 2020 utrpěl další Cévní mozkovou příhodu, byl hospitalizován v Andrews Memorial Hospital ve farnosti Saint Andrew, kde nakonec zemřel 2. března 2021 ve věku 73 let  na zdravotní pozáchvatové komplikace.

## Sólová diskografie
- Blackheart Man (1976) Island/Tuff Gong[42]
- Protest (1977)[43]
- Struggle (1978)[44]
- In I Father's House (1979)[45]
- Bunny Wailer Sings the Wailers (1980)[25]
- Dubd'sco vol.2 (1981)[46]
- Rock 'n' Groove (1981)[25]
- Tribute (1981)[25]
- Hook Line & Sinker (1982)[27]
- Roots Radics Rockers Reggae (1983)[47]
- Live! (1983)[45]
- Marketplace (1985)[44]
- Rootsman Skanking (1987)[27]
- Rule Dance Hall (1987) Shanachie[25]
- Liberation (1989) Shanachie[25]
- Time Will Tell: A Tribute to Bob Marley (1990)[48]
- Gumption (1990)[45]
- The Never Ending Wailers (1991)[49]
- Dance Massive (1992) Solomonic[45]
- Just Be Nice (1993) RAS[45]
- Hall of Fame: A Tribute to Bob Marley's 50th Anniversary (1996) RAS[48]
- Communication (2000) Solomonic[45]
- World Peace (2003) Solomonic[46]
- Bunny Wailer's Sound Clash (2006)[50]
- Rub A Dub (2007)[46]
- Cross Culture (2009)[51]
- Reincarnated Souls (2013)[46]
- Dub Fi Dub (2018) R.O.K./The Original Genesis[52]